# هرات (يزد)
هرات (بالفارسية: هرات) هي مدينة تقع في إيران في قسم. يقدر عدد سكانها بـ 10,795 نسمة .